# النشيد الوطني الفيتنامي
النشيد الوطني الفيتنامي (بالفيتنامية:Tiến Quân Ca) ، هو النشيد الوطني لفيتنام ، تم إعتماده عام 1944م. لُحن هذا النشيد من طرف الملحن الفييتنامي فان كاو.

## وصلات خارجية
- Vietnam: Tiến Quân Ca - Audio of the national anthem of Vietnam, with information and lyrics
- Tap Chi Xay Dung Dang, 08/1999 - Both a vocal and an instrumental version of the Anthem is available at the website for "Tap Chi Xay Dung Dang", the Constructive Magazine of the الحزب الشيوعي الفييتنامي.